# MCU 8051 IDE
MCU 8051 IDE je vývojové prostředí pro mikrokontroléry založené na platformě Intel 8051. IDE je šířeno jako svobodný software a obsahuje vlastní simulátor a assembler. Mimo to podporuje také jazyk C. Jako kompilátor jazyka C je použit SDCC a prostředí dává na výběr i z několika externích assemblerů.

## Podporované mikrokontroléry
Ve verzi, 1.3, podporuje mnoho zařízení včetně těchto:
8051, 80C51, 8052, AT89C2051, AT89C4051, AT89C51, AT89C51RC, AT89C52, AT89C55WD,AT89LV51, AT89LV52 AT89LV55, AT89S52, AT89LS51, AT89LS52, AT89S8253, AT89S2051, AT89S4051, T87C5101, T83C5101, T83C5102, TS80C32X2, TS80C52X2, TS87C52X2, AT80C32X2, AT80C52X2, AT87C52X2, AT80C54X2, AT80C58X2, AT87C54X2, AT87C58X2, TS80C54X2, TS80C58X2, TS87C54X2, TS87C58X2, TS80C31X2, AT80C31X2, 8031, 8751, 8032, 8752, 80C31, 87C51, 80C52, 87C52, 80C32, 80C54, 87C54, 80C58, 87C58

## Hlavní funkce
- Simulátor mikrokontroléru s mnoha funkcemi pro ladění programu: stav registrů, krokování programu, přehled přerušení, náhled externí paměti, zobrazení paměti programu atd.
- Simulátor jednoduchých elektronických periferií: ledky, LED displaye, maticové LED displaye, LCD displaye, atd.
- Podpora jazyka C.
- Nativní makro assembler.
- Podpora ASEM-51
- Pokročilý textový editor se zvýrazněním syntaxe a validací kódu.
- Zabudovaná podpora pro editory Vim a Nano.
- Jednoduchý programátor hardwaru pro vybrané mikrokontroléry řady AT89Sxx.
- Vědecký kalkulátor s výpočty časových zpoždění, generátorem kódu, převody soustav atd.
- Hexadecimální editor.

## Podobný software
- Keil C51
- MIDE-51 Studio
- MikroElektronika